# Sea Leopard Fjord
Der Sea Leopard Fjord (englisch für Seeleopardenförde) ist eine Bucht an der Nordküste Südgeorgiens. Sie liegt zwischen dem Bellingshausen Point und dem Luck Point im südöstlichen Teil der Bay of Isles.
Der US-amerikanische Ornithologe Robert Cushman Murphy kartierte sie bei seiner Reise mit der Brigg Daisy (1912–1913).